# El Cuarteto de Nos
El Cuarteto de Nos è un gruppo alternative rock che nasce nel 1980 a Montevideo, Uruguay.

## Biografìa

### Le origini
Nel 1980 i fratelli Ricardo e Roberto Musso e Santiago Tavella iniziano a comporre le loro prime canzoni con testo.
Con loro compariva come invitato Leonardo Baroncini alla batteria.

### Il primo disco
Nel 1984 registrano il loro primo disco con Àlvaro Pintos alla batteria. Da allora la loro formazione non subì modifiche con Ricardo Musso chitarra e voce, Roberto Musso chitarra e voce, Santiavo Tavella basso e voce, Alvaro Pintos batteria e voce.
Dalla metà degli ottanta la loro originalità li rende noti fra i fan del rock uruguayo.

### Seconda metà anni '80
Nel 1986 registrano il loro primo LP da artisti unici, "Soy una Arveja" (Sono un pisello), nel quale sono presenti grandi successi molto richiesti nelle loro esibizioni dal vivo.
L'anno successivo iniziano le registrazioni del loro terzo disco "Emilio García".
Nel 1989 percorrono in tour tutto il Paese.

### Anni '90
Dopo altri quattro dischi, nel 1998 la BMG Uruguay esterna il suo interesse per il gruppo col quale firma un contratto. Nello stesso anno uscirà il loro ottavo disco, "Revista Esta".

### Anni 2000
Tre sono gli album usciti fino ad oggi in questo periodo, "Cortamambo", "El Cuarteto de Nos" e "Raro".
L'ultimo in particolare è ritenuto il loro capolavoro definitivo (pubblicato dalla sezione spagnola della casa discografica EMI)

## Discografia
- Alberto Wolf y el Cuarteto de Nos (1984)
- Soy una Arveja (1986)
- Emilio García (1988)
- Canciones del corazón (1991)
- Otra Navidad en las trincheras (1994)
- Barranca abajo (1995)
- El tren bala (1996)
- Revista ¡¡Ésta!! (1998)
- Cortamambo (2000)
- El Cuarteto de Nos (2004)
- Raro (2006)
- Bipolar (2009)
- Porfiado (2012)
- Habla Tu Espejo (2014)
- Apocalipsis Zombi (2017)
- Jueves (2019)
- Lámina Once (2022)